# Аршад Надим
Аршад Надим (енгл. Arshad Nadeem, урд. ارشد ندیم; Миан Чану, 2. јануар 1997) пакистански је атлетичар. Олимпијски је првак у бацању копља из Париза 2024. Такође је освајач сребрне медаље на Светском првенству 2023. Поставио је олимпијски рекорд хицем од 92.97 метара на Олимпијским играма 2024. Овај хитац ставља га на шесто место у историји бацања копља, ако се узме у обзир само најдаљи хитац сваког бацача копља.
Он је и први Пакистанац који се квалификовао за финале било које атлетске дисциплине на Олимпијским играма и на Светском првенству у атлетици.
На Играма Комонвелта 2022. поставио је нови национални рекорд и рекорд Игара Комонвелта са хицем од 90.18 метара и постао први бацач копља из Јужне Азије који је пребацио границу од 90 метара. На Светском првенству 2023. постао је први пакистански атлетичар који је освојио медаљу на Светском првенству у атлетици.

## Одрастање
Аршад Надим је рођен у муслиманској породици у месту Миан Чану, у провинцији Пенџаб у Пакистану. Породица припада заједници Џат муслимана (урд. جٹ مسلمان).  Он је трећи најстарији међу осморо браће и сестара. Надим је био изузетно свестран спортиста од раних школских година. Иако се бавио свим спортовима који су били у понуди у његовој школи — крикетом, бадминтоном, фудбалом и атлетиком — његова страст био је крикет. По уласку у седми разред основне школе, Надим је запао за око Рашиду Ахмаду Сакију током атлетског такмичења и Саки је убрзо почео да тренира Надима. 
Пре него што се одлучио на бацање копља, Надим се опробао у бацању кугле и диска. Његов отац, Мухамед Ашраф, био је тај који га је убедио да се бави бацањем копља. Надим је заправо хтео да постане играч крикета, али се предомислио и пребацио фокус на атлетику када је први пут узео копље 2015. године; Сам Надим је признао да му је то била "најбоља ствар која му се догодила".

## Каријера

### Ране године (2015—2019)
Аршад Надим је почео да се такмичи у такмичењима у бацању копља 2015. године. Већ 2016. добио је стипендију Светске атлетике, што му је омогућило да тренира у ИААФ центру за обуку на Маурицијусу.
У фебруару 2016, Надим је освојио бронзану медаљу на Јужноазијским играма у Гувахатију у Индији, поставивши национални рекорд од 78,33 м.
У јуну 2016. Надим је освојио бронзану медаљу на 17. Азијском јуниорском првенству у атлетици, одржаном у Хо Ши Мину.
У априлу 2018. бацио је лични рекорд од 80,45 м у квалификационој рунди Игара Комонвелта одржаној у Голд Коусту, Аустралија. У августу 2018. освојио је бронзану медаљу на Азијским играма у Џакарти, Индонезија, где је поставио нови  национални рекорд од 80,75 м.
Као једини пакистански атлетичар на Светском првенству 2019. у Дохи у Катару, Надим је бацио нови национални рекорд од 81,52 м. У новембру 2019. Надим је поново оборио национални рекорд када је забележио хитац од 83,65 м на такмичењу у Пешавару. У децембру 2019. освојио је златну медаљу новим рекордним хицем од 86,29 м на 13. Јужноазијским играма у Непалу.

### Олимпијске игре и међународни успеси (2021—данас)

#### Олимпијске игре у Токију 2020
Надим је дебитовао на Олимпијским играма, представљајући Пакистан на Олимпијским играма 2020, које су одржане у Токију 2021. Постао је први пакистански атлетичар који се квалификовао за Олимпијске игре. Његов отац је изјавио да Надим није имао добар терен за тренинг пре такмичења на Олимпијади. Надим је тренирао у дворишту своје куће и на улици, и верује се да није добио никакву финансијску помоћ од владе Пакистана након квалификација за Олимпијске игре у Токију.
4. августа 2021. квалификовао се за финале у бацању копља на Олимпијским играма у Токију 2020.  Постао је први Пакистанац који се квалификовао за финале било које олимпијске атлетске дисциплине. У финалу је завршио као пети са даљином од 84,62 м. 

#### Светско првенство 2022
Од марта 2022. до почетка светског првенства, Надим је тренирао у Јужној Африци под надзором тренера Терсеуса Либенберга. Тренинг је организовао Атлетски савез Пакистана (АФП). 
У јулу 2022. Надим је учествовао на Светском првенству у Јуџину, као једини представник Пакистана. У финалу је завршио као пети са даљином од 86,16 м.

#### Игре Комонвелта 2022: Златна медаља и рекорд Игара Комонвелта
Надим је 7. августа 2022. освојио златну медаљу за Пакистан на Играма Комонвелта 2022. Упркос повреди, поставио је рекорд игре бацањем од 90,18 м.  Ово је била прва пакистанска златна медаља у атлетици на Играма Комонвелта од 1962.

#### Светско првенство 2023: Сребрна медаља
Надим је освојио сребрну медаљу на Светском првенству 2023. у Будимпешти хицем од 87,82 м. Ово је била прва медаља Пакистана на Светском првенству у атлетици.

#### Олимпијске игре у Паризу 2024: Златна медаља и олимпијски рекорд
На Олимпијским играма 2024. у Паризу, Надим је постао први Пакистанац који се квалификовао у финале било ког атлетског такмичења у историји Олимпијских игара. Он је такође први пакистански спортиста који је освојио златну олимпијску медаљу као појединац. Надим је у финалу поставио нови олимпијски рекорд даљином од 92,97 м. Претходни олимпијски рекордер био је Норвежанин Андреас Торкилдсен, који је на Олимпијским играма у Пекингу 2008. бацио 90,57 м. Надим је освојио прву пакистанску олимпијску медаљу од 1992. и прву златну олимпијску медаљу од 1984. Пре Олимпијских игара 2024. многи критичари су Надима сматрали аутсајдером. Надим је тек четврти атлетичар који је у финалу бацања копља у историји Олимпијских игара пребацио границу од 90 метара, што је Надим постигао два пута, у свом другом и последњем покушају.

## Приватно
Аршад Надим је ожењен и има ћерку и сина. Он је побожни муслиман.
Надим себе описује као интроверта. Надимов тренер, Салман Икбал Бут, описује га као веома учитивог и послушног спортисту који погнуте главу слуша речи свог тренера.

## Међународна такмичења
| Година | Такмичење                    | Место                   | Позиција | Дисциплина   | Резултат | Белешка           |
| ------ | ---------------------------- | ----------------------- | -------- | ------------ | -------- | ----------------- |
| 2016   | Светско првенство за јуниоре | Бидгошч, Пољска         | 30.      | Бацање копља | 67.17 м  |                   |
| 2017   | Азијско првенство            | Бубанешвар, Индија      | 7.       | Бацање копља | 78.00 м  |                   |
| 2018   | Игре Комонвелта              | Гоулд Коуст, Аустралија | 8.       | Бацање копља | 76.02 м  |                   |
| 2018   | Азијске игре                 | Џакарта, Индонезија     | 3.       | Бацање копља | 80.75 м  |                   |
| 2019   | Азијско првенство            | Доха, Катар             | 6.       | Бацање копља | 78.55 м  |                   |
| 2019   | Светско првенство            | Доха, Катар             | 16.      | Бацање копља | 81.52 м  |                   |
| 2021   | Олимпијске игре              | Токио, Јапан            | 5.       | Бацање копља | 84.62 м  |                   |
| 2022   | Светско првенство            | Јуџин, САД              | 5.       | Бацање копља | 86.16 м  |                   |
| 2022   | Игре Комонвелта              | Бирмингем, Енглеска     | 1.       | Бацање копља | 90.18 м  | Рекорд шампионата |
| 2023   | Светско првенство            | Будимпешта, Мађарска    | 2.       | Бацање копља | 87.82 м  |                   |
| 2024   | Олимпијске игре              | Париз, Француска        | 1.       | Бацање копља | 92.97 м  | ОР                |

## Награде и признања
Председник Пакистана му је 2022. године доделио национално признање.
Након освојене златне олимпијске медаље, Надиму у част је 11. августа 2024. уприличена свечана парада у Лахору.